# Комплекс протиракетної оборони США в Польщі

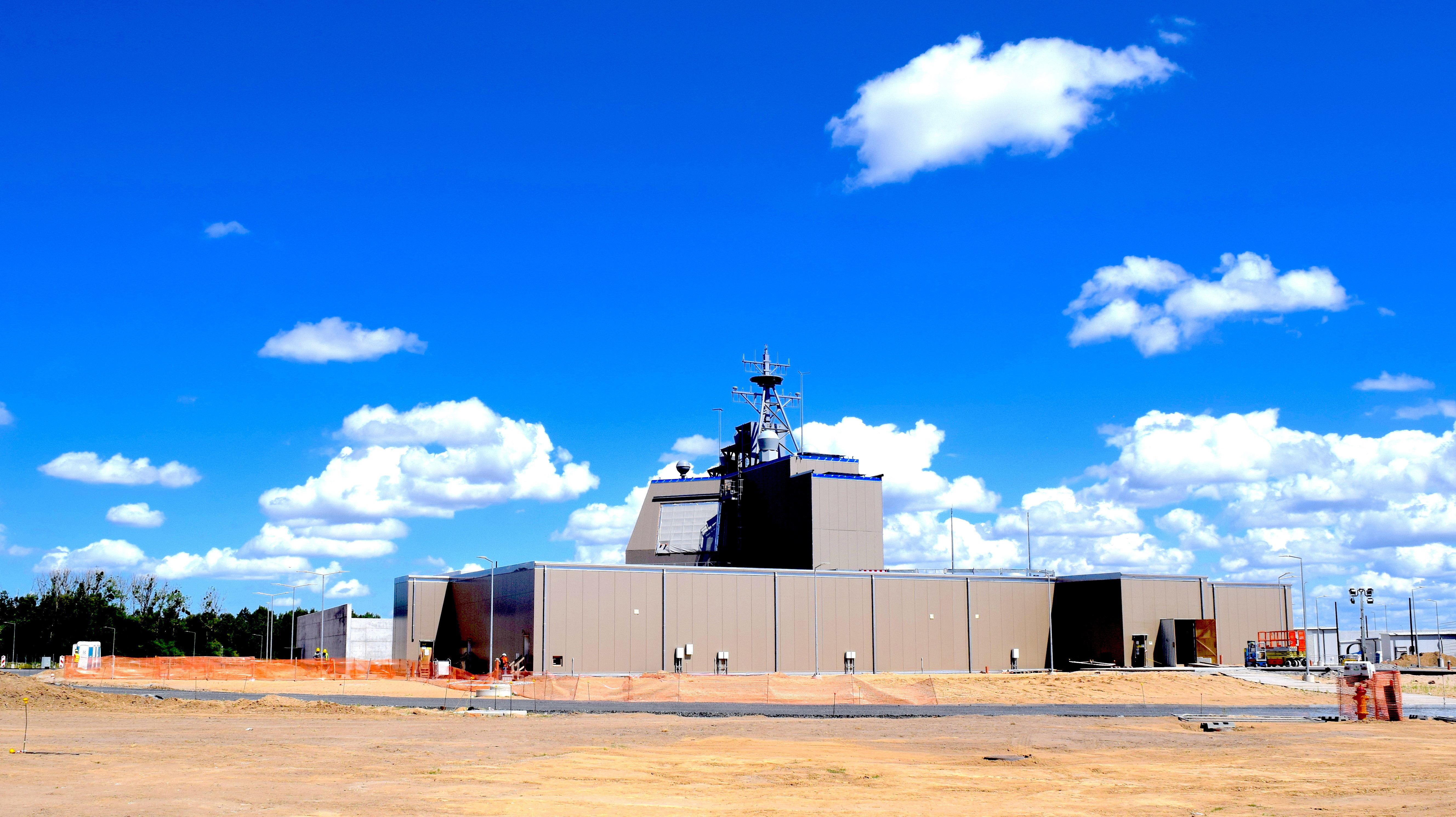
Об’єкт підтримки ВМС у Редзіково, Польща, серпень 2019 р

Комплекс протиракетної оборони США в Польщі, також званий Європейським майданчиком для перехоплення (EIS), був запланованою (але так і не побудованою) американською базою протиракетної оборони. Він мав містити 10 шахтних перехоплювачів: двоступеневі версії існуючих триступеневих наземних перехоплювачів із позаатмосферними машинами знищення, які мали швидкість зближення близько 7 км/с. Перший запланований комплекс мав бути розташований поблизу Редзіково, Польща, утворюючи наземну систему оборони на проміжному курсі в поєднанні з американською радіолокаційною системою відстеження та розрізнення вузьких променів, розташованою в Брдах, Чехія. EIS було скасовано в 2009 році і згодом замінено поетапним планом — системою протиракетної оборони Aegis, яка включатиме перехоплювачі SM-3 Block IIA, які будуть розміщені в Польщі з 2018 року.
Комплекс операбельний від липня 2024 року.

## Розробка
За словами уряду Сполучених Штатів, система протиракетної оборони була призначена для захисту від майбутніх ракет з Ірану. Росія рішуче виступила проти системи. Як альтернативу Росія запропонувала спільне використання Габалинського радара в Азербайджані, який Росія орендує, але США не вважали це прийнятною заміною.
У той час як уряди Польщі та Чехії підтримували проект, протиракетний щит викликав опозицію з боку деяких груп у Польщі та Чехії. Активність опозиції включала протести та естафетне голодування двох чеських активістів у травні 2008 року, яке тривало 300 днів.
17 вересня 2009 року адміністрація Обами оголосила, що плани щодо проекту були скасовані.
У жовтні 2009 року — під час поїздки віце-президента Джо Байдена до Варшави — був запропонований новий, менший проект перехоплювача, який мав би розвиватися приблизно за тим самим графіком, що й план адміністрації Буша; і його привітав прем'єр-міністр Дональд Туск.

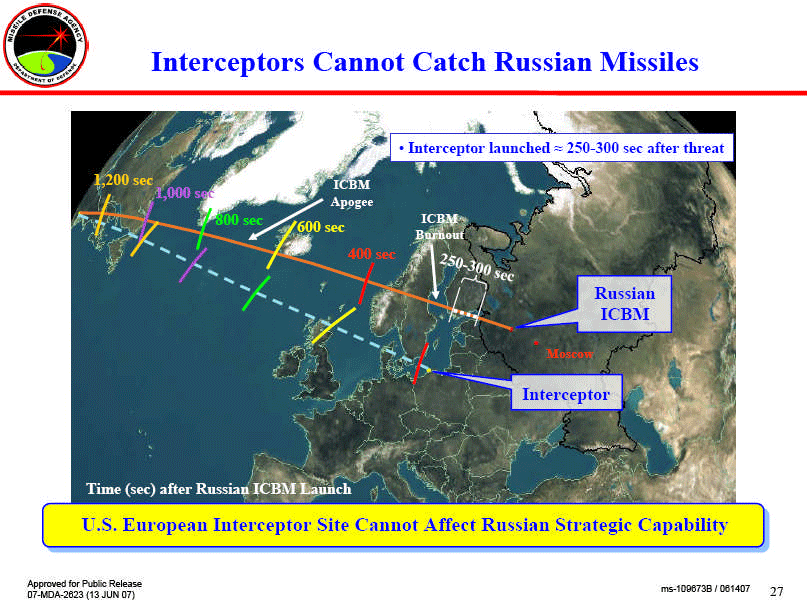
На схемі Агентства протиракетної оборони зображено прогнозовані траєкторії польоту перехоплювачів у порівнянні з російськими міжконтинентальними балистичними ракетами

З 2002 року США вели переговори з Польщею та іншими європейськими країнами щодо можливості створення європейської бази для перехоплення ракет великої дальності. За словами офіційних осіб США, місце, схоже на американську базу на Алясці, допомогло б захистити США та Європу від ракет, випущених з Близького Сходу чи Північної Африки. База Устка - Віцько Війська Польського (54°33′14″ пн. ш. 16°37′12″ сх. д. / 54.554° пн. ш. 16.620° сх. д.) спочатку згадувався як можливе місце розташування ракет-перехоплювачів США. Прем'єр-міністр Польщі Казімеж Марцинкевич заявив у листопаді 2005 року, що хоче відкрити публічну дискусію щодо того, чи повинна Польща розмістити таку базу.
У лютому 2007 року Сполучені Штати почали офіційні переговори з Польщею та Чехією щодо будівництва в цих країнах установок протиракетного щита для наземної системи протиракетної оборони. Однак у квітні 2007 року Washington Post повідомила, що 57% поляків виступили проти цього плану.
Росія погрожувала розмістити ядерні ракети малої дальності на своїх кордонах з НАТО, якщо Сполучені Штати виконають плани розгорнути 10 ракет-перехоплювачів у Польщі та радар у Чехії. У квітні 2007 року тодішній президент Путін попередив про нову холодну війну, якщо американці розгорнуть щит у Центральній Європі. Путін також заявив, що Росія готова відмовитися від своїх зобов'язань за Договором про ядерні сили від 1987 року зі Сполученими Штатами.
14 серпня 2008 року, незабаром після війни в Південній Осетії 2008 року, Сполучені Штати і Польща оголосили про угоду про впровадження системи протиракетної оборони на польській території, а систему відстеження розмістили в Чехії. Росіяни у відповідь заявили, що такі дії "не можуть залишитися безкарними". Дмитро Рогозін, представник Росії в НАТО, сказав: «Той факт, що це було підписано в період дуже складної кризи у відносинах між Росією і США через ситуацію в Грузії, свідчить про те, що, звичайно, система ПРО буде розгорнутий не проти Ірану, а проти стратегічного потенціалу Росії».
У березні 2013 року заступник міністра оборони Польщі Роберт Купецький оголосив, що Польща має намір створити власну протиракетну оборону в рамках НАТО, доповнюючи розгортання США. Орієнтовний бюджет Польщі на наступне десятиліття становить «10 мільярдів доларів на модернізацію протиповітряної оборони, де половина цієї суми призначена на протиракетну оборону нижчого рівня». 

## Переформульований проект адміністрації Обами
Переформульований проект, про який віце-президент Байден оголосив у жовтні 2009 року, передбачає створення менших мобільних перехоплювачів SM-3 до 2018 року. Весь план Обами «передбачає розміщення існуючих перехоплювачів SM-3 як частини протиракетної оборони Aegis на кораблях, обладнаних Aegis, у Середземному морі та інших місцях до 2011 року, а на суші в Центральній Європі до 2015 року, як частина європейської Поетапний адаптивний підхід (EPAA). Більш просунута система буде розгорнута до 2018 року, включно з Польщею як EPAA фаза 3, а більш просунуте покоління (EPAA фаза 4), теоретично здатне збивати міжконтинентальні ракети, до 2020 року». Однак Фаза 4 була скасована в березні 2013 року, що викликало деякі припущення, що це була поступка, обіцяна Обамою президенту Медведєву перед президентськими виборами в Сполучених Штатах 2012 року; Пентагон спростував звинувачення щодо російського впливу на це рішення.
Запланована наземна база все ще буде розташована біля Редзіково. Планується, що Aegis Ashore для Польщі запрацює до кінця 2022 року.